# 安通吉爾灣
安通吉爾灣（Helodranon' Antongila）是馬達加斯加最大的海灣，位於主島東端的北端，隸屬圖阿馬西納省管轄，海灣長60公里、闊30公里，東面是馬蘇阿拉半島，北端是曼加貝島和城鎮馬魯安采特拉。

## 流行文化
- 神秘海域4中虚构的国王湾以此为原型。

15°45′S 49°50′E / 15.750°S 49.833°E